# فرانسوا ليغا

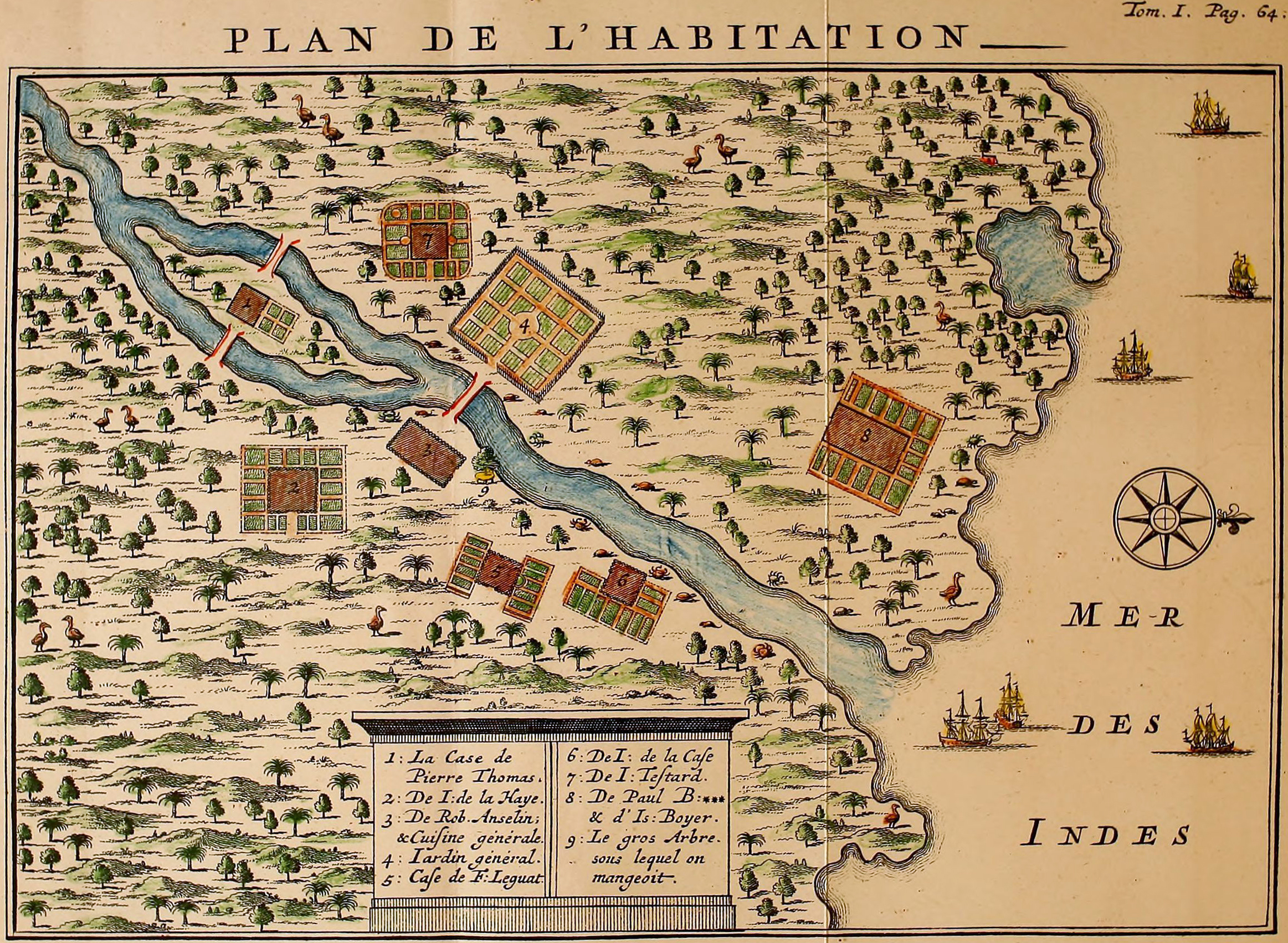
خريطة توضح مخطط إقامة ليغا بجزيرة رودريغيس (1708)

فرانسوا ليغو أو فرانسوا ليغا (بالفرنسية: françois leguat) مستكشف وعالم تاريخ طبيعي فرنسي، ولد حوالي سنة 1637 في سان جوم-سور فيل وتوفي في سبتمبر 1735 في لندن.

## حياته
أجبره إلغاء مرسوم نانت على النفي لأنه كان بروتستانتياً، فهاجر إلى هولندا سنة 1689. اقترح عليه إنشاء مستعمرة خاصة باللاجئين الهوغونوتيين الفرنسيين في جزيرة ماسكرين المعروفة اليوم باسم لا ريونيون. فأبحر على متن فرقاطة مع عشرة من المتطوعين، متّجهِين إلى الجزيرة في طليعة الرحلة رغم علمه بأن فرنسا أرسلت قوات بحرية إليها، إلا أنه تم تغيير مسار الرحلة نحو جزيرة رودريغيس. عند وصولهم، حط ليغا وثمانية من رفاقه أقدامهم على الجزيرة مجهزين بمعدات بسيطة.
في الجزيرة، شرعوا في أعمال الزراعة دون أن تصلهم أية أخبار من أوروبا خلال سنة، فقرروا أن يتجهوا نحو لا ريونيون، لكن محاولتهم الأولى باءت بالفشل إذ غرقت سفينتهم بعد أن اصطدمت بصخرة.
مضت سنة أخرى قبل أن يتمكنوا من القيام بمحاولة أخرى، توفي خلالها رجل منهم. غادروا الجزيرة تاركين خلفهم نصبا تذكاريا يشهد على مرورهم بالجزيرة ووصلوا إلى جزيرة موريس يوم 23 مايو 1693. زج بهم حاكم الجزيرة في السجن في ظروف صعبة مما سبب موت الكثير من رفاق ليغا، اقتيد إلى جاكرتا سنة 1696. وكان لم يتبقَ منهم إلا ثلاثة حينما عادوا إلى أوروبا سنة 1698.
نشر ليغا في لندن مدكرات رحلته تحت عنوان رحلات ومغامارات فرانسوا ليغا ورفاقه في جزيرتين قاحلتين في الهند الشرقية (بالفرنسية : Voyages et aventures de François Leguat et de ses compagnons en deux isles désertes des Indes orientales). لكن تم التشكيك فيه، إذ اعتبر الإبحار بقارب صغير نسبيا مستحيلا، إضافة إلى اعتبار الحيوانات التي وصفها والتي اختفت بعد صدور نصه (مثل رودريغيس سوليتير) من نسج الخيال .